# Vulcanalia

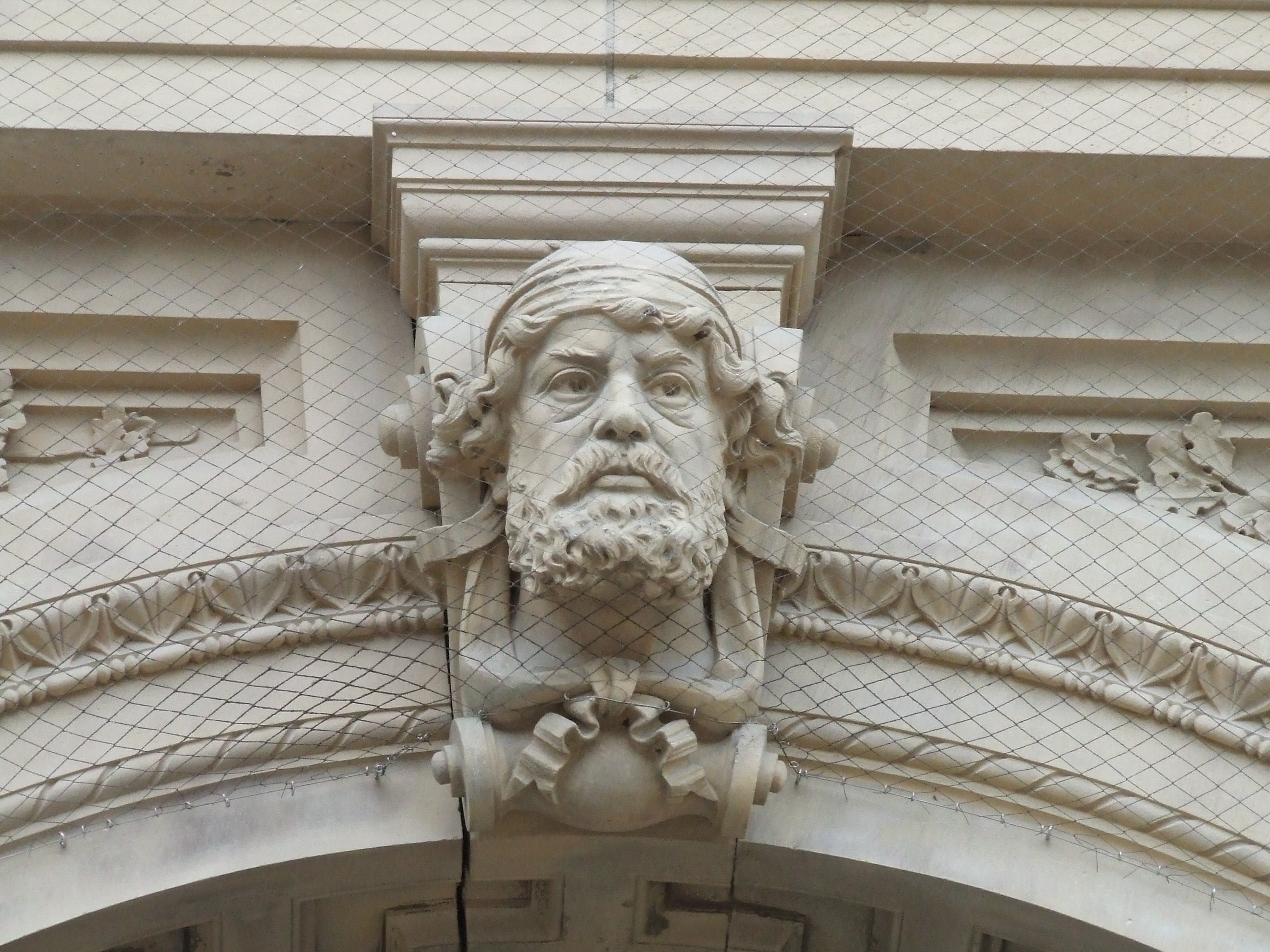
Buste van Vulcanus

De Vulcanalia was een jaarlijks terugkerend festival in het Romeinse Rijk dat gevierd werd op 23 augustus. Die dag was opgedragen aan Vulcanus, de god van het vuur en het smeedwerk. Vaak werd een rood zwijn en een rood stierkalf geofferd.